# شنسروخ
شَنْسَرُوخ (الاسم العلمي: Passerina)، جنس نباتات جنبية معمرة برية وتزيينية من فصيلة المثنانية.
تنمو إلى حد كبير في فنبوس وغيرها من الموائل جنوب أفريقيا.